# The Residents
The Residents jsou ve své oblasti světově nejdůležitější a nejrespektovanější anonymní hudebně-výtvarné seskupení s přesahy do výtvarného umění, performance, divadla a videoartu.
Jejich práce jsou součástí sbírek např. v Muzeu moderního umění v New Yorku a losangeleského Museum of Contemporary Art. The Residents jsou řazeni mezi průkopníky videoartu.

## Historie
Od počátku sedmdesátých let The Residents, tyto anti-hvězdy, sice žijí na periférii obecného povědomí, ale postupně se stávají nejdůležitějším seskupením a vzorem podobně smýšlejících umělců. Pro The Residents není ani tak důležité co sami dělají, ale jak inspirují a ovlivňují druhé. Celá jejich tvorba je založena na principu tajuplnosti a důsledné anonymitě. The Residents skrývají svou totožnost pod různé masky, nejznámější je maska v podobě oční bulvy. Přesah do divadla je možno ilustrovat nejen užíváním masek, ale také loutek a kostýmů, které používají v rámci svých vystoupení. Na tvorbu The Residents reaguje také řada umělců z oblasti videa. Ve své tvorbě se jim vždy dařilo využívat všechna nová média. V hudební oblasti jsou průkopníky práce s nahrávacím studiem jako hudebním nástrojem. Vždy o krok napřed pracovali s novými technologiemi. Již v roce 1994 ve spolupráci The Voyager Company je vydán první interaktivní CD-ROM Freak Show, který vychází z jejich stejnojmenného alba a komiksového románu.

## Identita
The Residents důsledně tají svoji identitu. Na veřejnosti je zastupují členové společnosti "The Cryptic Corporation". Cryptic založili v Kalifornii Jay Clem (narozený 1947), Homer Flynn (* 1945), Hardy W. Fox (1945 - 2018), a John Kennedy v roce 1976. Všichni popírají, že jsou členy kapely. (Clem a Kennedy opustil Corporation v roce 1982). The Residents neudělují rozhovory, s médii za ně komunikují Flynn a Fox.

## Umělecké úspěchy

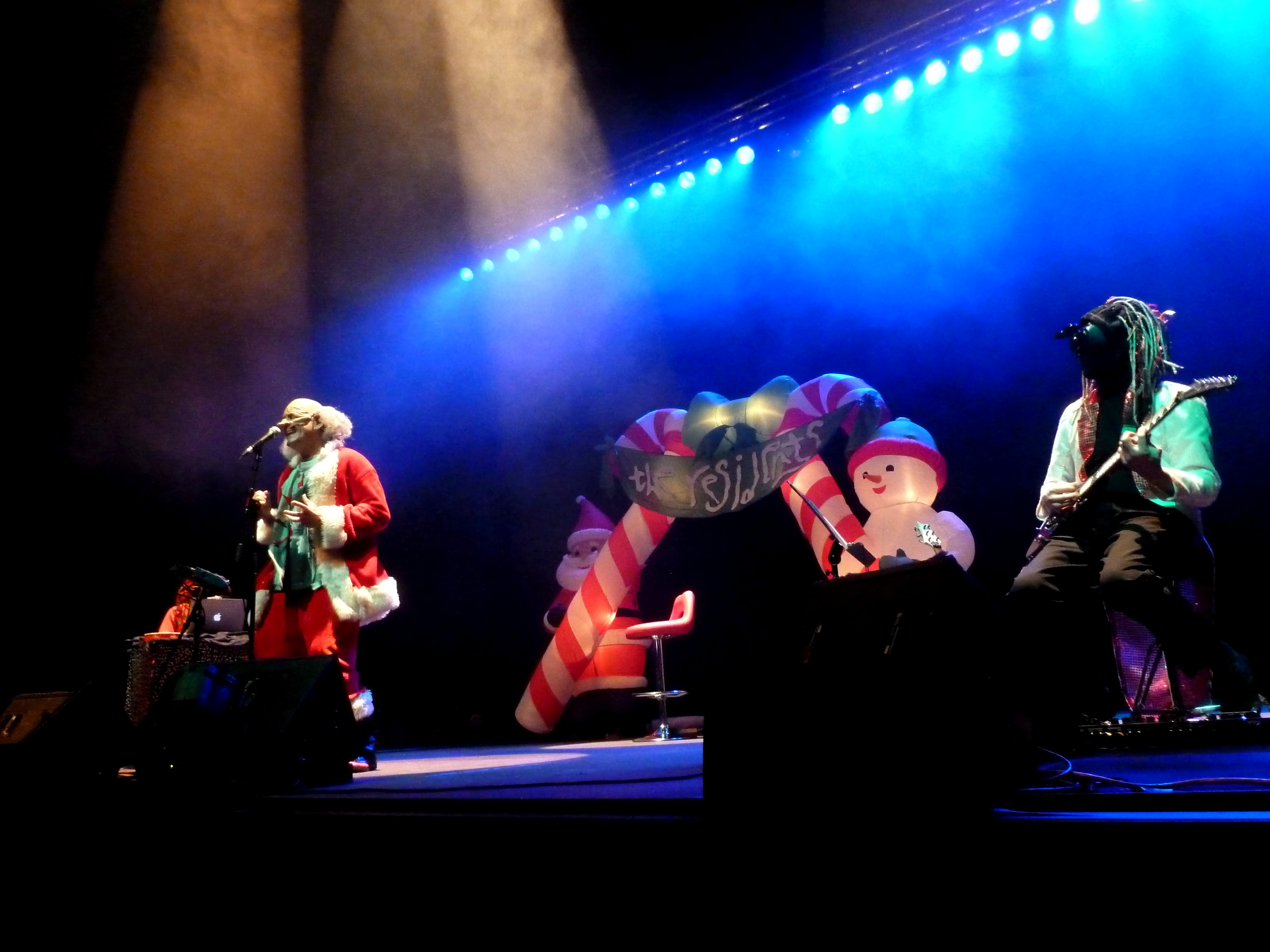
The Residents v roce 2013

The Residents se proslavili svým experimentálním, a zejména inovátorským přístupem na svých jedinečných deskách, ale i pokusy s novými medii. Kapela patří ke světové špičce, přestože po celou dobu své existence neučinili jediný kompromis směrem ke komerční sféře. Jsou jednou z nejuznávanějších formací pohybující se na pomezí klasické hudby, avantgardy a moderního divadelního umění. Jejich ojedinělá živá vystoupení jsou směsicí hudebního a vizuálního vjemu, performance.
Tvorba The Residents byla představena na výstavách v The Museum of Contemporary Art - Los Angeles; The Kitchen - New York; Museum of Modern Art - New York; Yerba Buena Center for the Arts - San Francisco; Kunstmuseum Bremerhaven (Germany) a Berkeley Art Museum a v roce 2010 na retrospektivní výstavě v Galerii Caesar v Olomouci. V rámci retrospektivní olomoucké výstavy společně vystoupila skupina UJD a Randy, zpěvák The Residents. V unikátním představení "Nejkrásnější květiny" (ze skladeb The Residents) zazněl výběr toho nejlepšího ze čtyřicetileté hudební tvorby The Residents.

## Diskografie

### Studiová alba
- Meet the Residents – 1974
- The Third Reich 'n Roll – 1976
- Fingerprince – 1977
- Duck Stab/Buster & Glen – 1978
- Not Available – 1978
- Eskimo – 1979
- Commercial Album – 1980
- Mark of the Mole – 1981
- The Tunes of Two Cities – 1982
- Title in Limbo with Renaldo and the Loaf – 1983
- George & James – 1984
- Whatever Happened to Vileness Fats? – 1984
- The Big Bubble: Part Four of the Mole Trilogy – 1985
- Census Taker – 1985
- Stars & Hank Forever: The American Composers Series – 1986
- God in Three Persons – 1988
- God in Three Persons Soundtrack – 1988
- The King & Eye – 1989
- Freak Show/Freak Show Soundtrack – 1990
- Our Finest Flowers – 1992
- Gingerbread Man – 1994
- Hunters – 1995
- Have a Bad Day – 1996
- Wormwood: Curious Stories from the Bible – 1998
- Roosevelt 2.0 – 2000
- Roadworms: The Berlin Sessions – 2000
- Icky Flix – 2001
- Demons Dance Alone – 2002
- WB: RMX – 2003
- 12 Days of Brumalia – 2004
- I Murdered Mommy – 2004
- Animal Lover – 2005
- River of Crime (Episodes 1–5) – 2006
- Tweedles – 2006
- Night of the Hunters – 2007
- The Voice of Midnight – 2007
- Smell My Picture – 2008
- The Bunny Boy – 2008
- Postcards From Patmos – 2008
- Hades – 2009
- The Ughs! – 2009
- Arkansas – 2009
- Ozan – 2010
- Strange Culture/Haeckel's Tale – 2010
- Dollar General – 2010
- Talking Light Rehearsal – 2010
- Lonely Teenager – 2011
- Dolor Generar – 2011
- Coochie Brake - 2011

### Kompilace
- The Residents Radio Special – 1979
- Please Do Not Steal It! – 1979
- Nibbles – 1979
- Residue of the Residents – 1984
- Ralph Before '84: Volume 1, The Residents – 1984
- Assorted Secrets – 1984
- Memorial Hits – 1985
- The Pal TV LP – 1985
- Heaven? – 1986
- Hell! – 1986
- Stranger Than Supper – 1990
- Liver Music – 1990
- Daydream B-Liver – 1991
- Poor Kaw-Liga's Pain – 1994
- Louisiana's Lick – 1995
- Our Tired, Our Poor, Our Huddled Masses – 1997
- Residue Deux – 1998
- 25 Years of Eyeball Excellence – 1998
- Land of Mystery – 1999
- Refused – 1999
- Dot Com – 2000
- Diskomo 2000 – 2000
- Petting Zoo – 2002
- Eat Exuding Oinks – 2002
- Best Left Unspoken...Vol. 1 – 2006
- Best Left Unspoken...Vol. 2 – 2006
- Best Left Unspoken...Vol. 3 – 2007
- Ten Little Piggies – 2009
- Chicken Scratching With The Residents – 2010
- Ozark – 2011

### Koncertní alba
- The Mole Show Live at the Roxy – 1983
- The 13th Anniversary Show Live in the U.S.A. – 1986
- 13th Anniversary Show: Live in Japan – 1986
- The Thirteenth Anniversary Show – 1987
- The Mole Show Live in Holland – 1989
- Cube E: Live in Holland – 1990
- Live at the Fillmore – 1998
- Wormwood Live – 1999
- Kettles of Fish on the Outskirts of Town – 2002
- The Way We Were (live CD/DVD) – 2005
- Cube E Box Set – 2006
- Talking Light – 2010

### Singly a EP
- Santa Dog – 1972
- Satisfaction – 1976
- The Beatles Play the Residents and the Residents Play the Beatles – 1977
- Santa Dog '78 – 1978
- Babyfingers – 1979
- Diskomo – 1980
- The Commercial Single – 1980
- Intermission: Extraneous Music from the Residents' Mole Show – 1983
- Safety is the Cootie Wootie – 1984
- It's a Man's Man's Man's World – 1984
- Kaw-Liga – 1986
- Earth vs. the Flying Saucers – 1986
- It's a Man's Man's Man's World (Australia) – 1986
- Hit the Road Jack – 1987
- For Elsie – 1987
- Snakey Wake – 1987
- Buckaroo Blues – 1988
- Santa Dog 88 – 1988
- Double Shot – 1988
- Holy Kiss of Flesh – 1988
- From the Plains to Mexico – 1989
- Don't Be Cruel – 1989
- Blowoff – 1992
- Santa Dog '92 – 1992
- Prelude to "The Teds" – 1993
- Pollex Christi – 1997
- I Hate Heaven – 1998
- In Between Screams – 1999
- High Horses – 2001
- The Sandman Waits – 2007
- Anganok – 2009
- GBM(i) - 2011
- RZ VF - 2011

### Multimediální projekty
- Vileness Fats (unfinished film project) – 1972–1976
- The Mole Show/Whatever Happened to Vileness Fats? (VHS) –1984
- Freak Show/Freak Show Soundtrack (CD-ROM) – 1991
- The Eyes Scream: A History of the Residents (VHS) (with host Penn Jillette) – 1991
- Twenty Twisted Questions (Laserdisc) – 1992
- Gingerbread Man (CD-ROM) – 1994
- Bad Day on the Midway (CD-ROM) – 1995
- Icky Flix (DVD) – 2001
- Eskimo (DVD) – 2002
- Disfigured Night DVD (DVD) – 2002
- Live! On The Outskirts (DVD) – 2002
- Demons Dance Alone (DVD) – 2003
- The Commercial DVD (DVD) – 2004
- Wormwood: Curious Stories from the Bible (DVD) – 2005
- The Way We Were (CD/DVD) – 2005
- Cube E Box (CD/DVD) – 2006
- The River of Crime (podcast) – 2006
- Timmy (Internet video series) – 2006
- The Bunny Boy (Internet video series) – 2008
- Icky Flix Live (DVD) – 2009
- The Mole Show (Kabuki) (CD/DVD) – 2009
- Is Anybody Out There? (DVD) – 2009
- Randy's Ghost Stories – 2011